# Pęsy
Pęsy (prononciation : [Pęsy]) est un village polonais de la gmina de Płońsk dans le powiat de Płońsk de la voïvodie de Mazovie dans le centre-est de la Pologne.
Il se situe à environ 6 kilomètres à l'est de Raciąż (siège de la gmina), 20 kilomètres au nord-ouest de Płońsk (siège du powiat) et à 82 kilomètres au nord-ouest de Varsovie (capitale de la Pologne).
Le village compte approximativement une population de 34 habitants en 2006.

## Histoire
De 1975 à 1998, le village appartenait administrativement à la voïvodie de Ciechanów.